# Vanacampus phillipi
Vanacampus phillipi är en fiskart som först beskrevs av Lucas 1891.  Vanacampus phillipi ingår i släktet Vanacampus och familjen kantnålsfiskar. Inga underarter finns listade i Catalogue of Life.